# Прямая трансляция (фильм)
«Прямая трансляция» — советский художественный фильм 1989 года, режиссёрский дебют Олега Сафаралиева.

## Сюжет
Действие фильма происходит на протяжении одного дня в марте 1985 года, когда по радио и телевидению идёт прямая трансляция похорон генерального секретаря ЦК КПСС К.У. Черненко. Улицы в центре Москвы пустынны, кругом посты милиции и сотрудники КГБ в штатском, следящие за порядком.
Добравшись до работы, сотрудник редакции Сергей Ерёмин ищет рукопись с повестью своего бывшего приятеля Павла Старикова. О содержании повести известно лишь, что её нельзя было публиковать раньше по цензурным соображениям, однако сейчас Ерёмин хочет сделать ещё одну попытку, показав рукопись на завтрашнем совещании какому-то важному человеку. Но он не может найти рукопись на работе и идёт сначала к отцу Старикова, а потом к своей жене Люсе, которая когда-то ушла от него к Старикову, однако вскоре они тоже рассталась. Ни отец Старикова, ни Люся не знают о местонахождении Старикова. Люся присоединяется к Ерёмину, и вдвоём они ходят по городу, навещая знакомых, которые могут что-либо знать об этом человеке. В числе прочих они навещают ещё одного друга молодости Лебедя, у которого из-за траура отменилась защита кандидатской диссертации по развитию принципов соцреализма в прозе Брежнева. Тот упоминает ещё одну подругу Старикова, Шмелёву, однако и она уже месяц не видела его. Ерёмин с Люсей навещают также художника Майкла, представителя советского неофициального искусства, и он упоминает адрес котельной, где могут знать о Старикове. Везде, куда заходят Ерёмин и Люся, люди либо выпивают по случаю траура, либо проводятся официозные церемонии, и все пытаются понять, что же теперь будет дальше.
Пока Люся ждёт снаружи, Ерёмин разговаривает с мужиками в котельной, и один из них отдаёт ему квитанцию, по которой в крематории Ерёмину выдадут урну с прахом Старикова. Потрясённый смертью бывшего друга и понявший, что он опоздал, Ерёмин берёт квитанцию. Последние кадры фильма идут с закадровой музыкой военного марша на Красной площади.

## В ролях
- Владимир Симонов — Ерёмин
- Евгения Симонова — Люся
- Вадим Захарченко — Владлен Петрович, отец Люси
- Андрей Градов — Лебедь
- Павел Белозёров — Борода, друг Ерёмина
- Борис Иванов — Альберт Григорьевич, главный редактор издательства
- Татьяна Гаврилова — Нина Андреевна, сотрудница редакции
- Яна Поплавская — Леночка, сотрудница редакции
- Елена Финогеева — Шмелёва
- Александр Яцко — Майкл
- Глеб Плаксин — Фабрис, французский художник
- Лидия Савченко — работница столовой
- Раиса Куркина — мать Ерёмина
- Николай Кузьмин — старик, копошащийся в почтовом ящике
- Игорь Санников — лилипут из сна Сергея

## Отзывы
Фёдор Раззаков рассматривает фильм в ряду перестроечных лент, которые он называет «гробокопательскими и злопыхательскими "дебютами", которые сегодня уже никто не помнит», в том числе другими фильмами творческого объединения «Слово», созданного на Мосфильме в 1986 году: «Вам что, наша власть не нравится?» и «Утоли мои печали». Он также приводит слова руководителя объединения Валентина Черных о том, что объединение приняло решение доверить постановку фильма выпускнику ВГИКа Олегу Сафаралиеву, который «яростно ненавидит эпоху застоя, и мы надеемся, что эта ярость выплеснется на экран, ведь он будет делать фильм о своём поколении, которое хорошо знает и чувствует».